# Mayfair
Mayfair – ekskluzywna dzielnica handlowa położona w środkowej części Londynu, na terenie gminy City of Westminster. Dzielnica rozciąga się pomiędzy ulicami Park Lane na zachodzie, Oxford Street na północy, Regent Street na wschodzie oraz Piccadilly na południu.
Na terenie dzielnicy, poza licznymi sklepami, zlokalizowanych jest wiele ambasad oraz luksusowych hoteli, a także Burlington House, będący siedzibą m.in. Królewskiej Akademii Sztuki, Królewskiego Towarzystwa Astronomicznego, Londyńskiego Towarzystwa Linneuszowskiego oraz Londyńskiego Towarzystwa Geologicznego. 
Na zachód od Mayfair znajduje się Hyde Park, na północ dzielnica Marylebone, na wschód Soho, a na południe St James’s i Green Park. Wokół dzielnicy rozlokowanych jest sześć stacji metra – Bond Street, Green Park, Hyde Park Corner, Marble Arch, Oxford Circus oraz Piccadilly Circus.
Badania archeologiczne wykazały, że na terenie Mayfair w czasach rzymskich znajdowało się skrzyżowanie dróg, a obszar ten mógł być zasiedlony jeszcze przed założeniem Londinium. Początki nowożytnego Mayfair sięgają połowy XVII wieku, a jego nazwa pochodzi od odbywającego się w tym miejscu w przeszłości dorocznego majowego (may) jarmarku (fair).
Mayfair jest najdroższą lokalizacją na planszy standardowej brytyjskiej wersji gry Monopoly.